# 欧陽庚
欧陽 庚（おうよう こう、1858年6月12日 - 1941年2月5日）は、清朝末期から中華民国の外交官。字は兆庭、号は少白。広東省香山県（現中山市）得能都大嶺村出身。清政府が1872年から初めてアメリカ合衆国に派遣された留学生（留美幼童）120名中の1人。清朝後期の1884年から中華民国初期の1927年までの43年間海外駐在の中国外交官を務める。

## 生い立ち

### 米国への派遣留学生

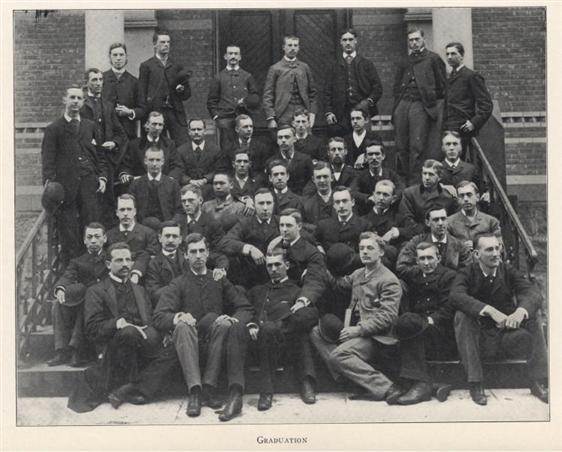
1881年イェール大学卒業集合写真（前から2列目左から2人目は欧陽庚、3列目左から3人目は詹天佑）

1858年に広東省香山県得能都大嶺村に生まれる。1872年に清朝後期最初の政府留学生の1人としてアメリカに派遣される。第一班30人の内に合格した欧陽庚は、陳蘭彬の下で8月11日に上海を出発し、日本の横浜港で乗り換え、太平洋を渡り、9月15日にアメリカ西海岸のサンフランシスコに到着する。その後、列車に乗り込んでアメリカ大陸を横断し、東部コネチカット川沿いのスプリングフィールドに寄り、最後にコネチカット州のホームステイ先にたどり着き、清政府が設定した15年間留学生活が始まる。
第一班の留学生はコネチカット州の地元にあるホームステイ先に分けられ、最初に欧陽庚を受け入れた家族はブリッジポートのガイ・B・デー（Guy B. Day）で、羅国瑞と張康仁も一緒だった。1873年の春、欧陽庚はウェストヘイブンの男子校シーサイド学院に転校し、校長ルーサー・ノースロップ（Luther Hopkins Northrop）の家で詹天佑、羅国瑞と潘銘鐘と一緒にホームステイを始める。
1875年5月、欧陽庚と詹天佑がコネチカット州ニューヘイブンにあるヒルハウス高校（Hillhouse High School）に合格し、高校近くのヘンリー・ストリート（Henry A. Street）教授の家でホームステイを始める。妻のルースはヒルハウス高校の教師だった。1876年、清朝海外教育機構（大清国駐洋肄業局）の企画により、欧陽庚を含む4班計113名の渡米留学生全員がフィラデルフィア万国博覧会を見学するためにフィラデルフィアに行き、ユリシーズ・グラント米大統領と面会する。1878年、欧陽庚はイェール大学 シェフィールド工科大学の機械工学部に入学する。入学後、彼は大学の要求でキャンパスに住むようになり、ホームステイの生活が終了した。1881年7月、欧陽庚と詹天佑は、イェール大学での3年間の勉強を終え、卒業証書と学士号を取得し、政府派遣の渡米留学生の中で最も早く卒業した2人となった（写真参照）。アメリカは1880年に中国人の移住を停止する旨の改正を施行したため、1881年、清政府はアメリカ留学の計画を中断し、欧陽庚を含む四班の留学生全員が中国に呼び戻された。帰国後、欧陽庚と他16人が、福州馬尾船政学堂に配属されて軍艦操縦術を学び、勉強後の1882年12月から「揚武」号軽巡視艦にて軍艦コースを実習し、1883年4月に卒業した。

### 外交官としてのキャリア
船政学堂を卒業した後、欧陽庚は再度アメリカ留学を申請し、従兄弟の欧陽明の推薦で1884年から清朝政府駐ニューヨーク領事館で勤務するようになった。そこで、彼と同じく渡米留学生だった温秉忠、張康仁と一緒に働いたこともあった。1886年、欧陽庚が駐サンフランシスコ総領事館に異動して副領事になる。1904年、サンフランシスコの副領事の欧陽庚がセントルイス万国博覧会の中国代表団のリエゾンオフィサーを務める。同年、「使節期間満了」として清政府から「三世代一品印章」を授与される。
1906年4月18日に発生したマグニチュード7.7のサンフランシスコ大地震とその後の余震による火災がサンフランシスコに甚大な被害をもたらす。サンフランシスコ中国総領事館に住んでいた欧陽庚一家が、建物の倒壊より欧陽庚は肋骨骨折と頭部左側に大火傷を負い、長女の錫淑が亡くなる。欧陽庚と妻の駱麗蓮が孤児院を開き、地震で両親を失った孤児を数多く迎え入れた。その中に祖先が広東省中山県を本籍地とする欧陽瑛がいた。地震で両親と2人の兄を失った欧陽瑛は、その後パイロットになり、ロサンゼルスからチリのサンティアゴまで長距離飛行を成し遂げ、セオドア・ルーズヴェルト米大統領の接見を受けた。
1909年1月、英領ビルマのヤンゴンに清朝政府が領事館を開設し、欧陽庚は駐ヤンゴン領事館の初代領事に就任する。同年7月、英領カナダのバンクーバーにある領事館に異動し領事となった。1910年1月16日、中国とパナマの領事館レベルの外交関係が結ばれたため、欧陽庚が清朝政府初代駐パナマ総領事に任命される。同年3月、欧陽庚がバンクーバーを離れ、サンフランシスコとニューオーリンズなどを経由しパナマに赴任した。同年5月9日、欧陽庚一行がパナマに到着し、パナマの中国総領事館が正式に開館した。また1910年、欧陽庚は1908年にメキシコ革命中に311人の華僑が殺害された事件の賠償請求を処理するために、清朝政府から駐メキシコ特別使節として任命される。メキシコに行く前に、王国維と羅振玉は殷人の米大陸移動説の痕跡の有無の調査を欧陽庚に依頼する。
1912年に中華民国が成立した後も、欧陽庚はパナマの総領事を務めていた。1913年、パナマの中国人排除法のボイコットにより、欧陽庚の領事状がパナマ政府に取り消され、その後パナマから追放される:118。1914年、欧陽庚はオランダ領東インド（現在のインドネシア）のジャワ島の中華民国総領事に任命され、1919年に英国の大使館の一等秘書官に異動する。1922年2月24日、彼は駐チリ中国大使館一等秘書官大使代理として務める。1919年4月より、中華民国政府がボリビア政府とコンタクトし始め、当時駐チリ大使代理だった欧陽庚がボリビア政府との交渉に直接参加し、1924年12月、ボリビア条約の特使として中国側の全権代表を務めボリビアと条約提携を交わす。1927年8月27日、彼は駐チリ大使代理のポストを辞し、北京政府の外務省に勤務する。その後、欧陽庚は病気のため引退し、1941年に84歳で北京で亡くなった。

## 家族

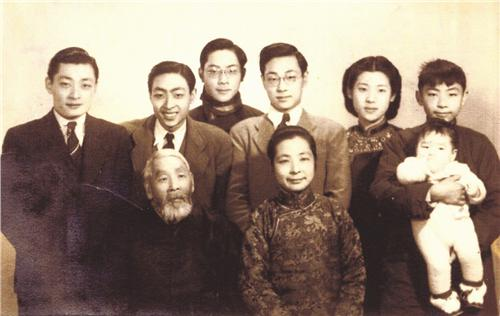
1940年に撮影された欧陽庚家族全員最後の写真

欧陽庚は、広東省香山県得能都大嶺村に生まれ、彼のいとこの欧陽明、甥の欧陽昆は、中国の海外駐在の外交官も務めたことがあった。
欧陽庚の最初の妻、駱麗蓮（Lillian Tien Loy）はカリフォルニア州在住の華僑で、イリノイ大学医学部（University of Illinois College of Medicine）卒。2人は1891年に結婚し、2人の息子と1人の娘がいた。長男の錫爵（Earl）は1893年に生まれで、次男の錫恩（Victor）は1894年に生まれたが、1902年に夭逝する。長女の錫淑は1906年に生まれ、1906年の地震でなくなる。1909年1月にこの地震で負傷した妻駱麗蓮は旧傷の再発で亡くなる。
1914年、欧陽庚が二番目の妻陳錦梅と結婚し、妻は6人の息子と1人の娘を生む。次女の欧陽可貞と8番目の息子の欧陽可彦は早く亡くなる。1915年生まれの3番目の息子である欧陽可宏は、斉魯大学電子工学学科、北京輔仁大学物理学科を中退し、ネバダ大学の電子工学科を卒業した。彼はミャンマーと昆明で抗日戦争に参加したことがある。抗日戦争勝利後、欧陽可宏がアメリカRCA社のチーフエンジニアとなった。1959年より妻の陳培真と一緒にニューヨークの米舟画廊を経営し、1979年に亡くなる。4番目の息子である欧陽可亮は1918年に北京で生まれ、3歳から王国維（観堂）、9歳から羅振玉（雪堂）と董作賓（彦堂）に甲骨文字学を師事、1938年3月27日に武漢で中華全国文芸界抗敵協会に東呉大学（現在の蘇州大学の前身）の学生として参加、この時に馮玉祥が可亮を郭沫若（鼎堂）に紹介、郭沫若は可亮の甲骨文字学の学識を評価して甲骨文字学研究の学号泉堂を授け、父の欧陽庚の甲骨文字学と外交学を継ぐ。艾青の媒酌で張禄澤（安徽省の張承元と黄紹懿の長女）と結婚。1945年9月22日に長女の效彤、当時2歳がジフテリアに感染して死去する。長男效光と二女效平への感染を懼れて一家で台湾に移住、国語教育に従事した。1954年9月に周恩来総理は日本終戦時に接収した上海東亜同文書院大学編纂中日辞典単語カード15万枚を文化促進の贈物として日本に贈ったことから、可亮は11月に中日辞典編纂再開検討会に招かれた。吉田茂総理が日本外務省研修所外交官中国語教育を企画、当時駐台北日本公使であった清水董三が吉田総理に可亮を推薦。可亮は日本に招聘される。江蘇省の東呉大学と拓殖大学大学院を卒業。日本外務省研修所と国際基督教大学と国立一橋大学と拓殖大学で教鞭をとったことがあり、有名な甲骨文字の学者でもあり、1992年に亡くなる。5番目の息子の欧陽可祥も北京輔仁大学で勉強したが、日中戦争中に物資輸送に携わりわずか26歳で死去した。北京輔仁大学の8名の殉教者の1人だった。1920年生まれの6番目の息子欧陽可強は、北京輔仁大学物理学部を卒業し、中国冶金省技術情報室のエンジニアになったが、1980年より日本に移住し、東京拓殖大学八王子分校と桜美林大学の講師を務めた後に米国に移住する。7番目の息子欧陽可佑は、北京輔仁大学化学科と台湾工業試験所を卒業して修士号を得る。彼は、台湾糖業公司のエンジニアや、ドイツのバイエル製薬の台湾総代理店の建盈化工公司社長になったことがある。1928年生まれの8番目の息子欧陽可彦は、1930年に亡くなる。1974年に陳錦梅が亡くなり、1976年に孫の欧陽效光が欧陽庚の遺骨を北京から東京都八王子霊園に移した。